# مدارس سعد الأهلية
تقع مدارس سعد الوطنية (SNS) في مدينة الخبر بالمملكة العربية السعودية. تأسست المدرسة في عام 1995 وقام بافتتاحها بعد عامين الأمير محمد بن فهد بن عبد العزيز آل سعود. الهدف من إنشاء المدرسة هو المساعدة في ضمان حصول الأطفال المحليين على أفضل الفُرص الممكنة، بالإضافة إلى حصولهم على تعليم يُعدهم بشكل كامل إلى المستقبل. في عام 2000، تم إنشاء مؤسسة مماثلة خاصة بالفتيات، وقد حصلت على الاعتماد الدولي. 

## المبادئ
مبادئ كلتا المدرستين هي «التميز» و «الفرصة». هناك تركيز خاص على إنشاء بيئة تفاعلية وتشاركية تمكن الطلاب من الازدهار. 

## المنهاج الدراسي
في حين أن البرامج التعليمية لكلتا المدرستين تحترم بالكامل المناهج الدراسية الأساسية لوزارة التربية والتعليم السعودية، إلا أن كلتا المدرستين تشملان عددا من المواد والأنشطة والتخصصات الأخرى التي تهدف إلى تقديم مجموعة أوسع من الفرص للطلاب. تشمل المواد الإضافية الفرنسية والرياضيات والعلوم، وكلها تدرس باللغة الإنجليزية. كما يتم تشجيع التلاميذ على المشاركة في مجموعة واسعة من الأنشطة الرياضية كالسباحة وركوب الخيل والفنون القتالية. 
الاعتراف الخارجي : 
- مايو 1998: شهادة دولية للجودة مُنحت من المعهد الكندي للجودة، كجزء من اعتماد ISO 9002.
- 1999: تم تصنيف مدارس سعد الأهلية في المرتبة الثالثة كأفضل مدرسة خاصة في المملكة العربية السعودية من قبل وزارة التعليم. في العام التالي، احتلت المرتبة الأولى.
- 2001: منح وزير التعليم رسالة التميز إلى المدرسة.
- 2004: حصلت مدرسة سعد الوطنية للبنين على الاعتماد من لجنة الاعتماد الدولي والعبر إقليمي (CITA)، التي تُقيم أكثر من 32000 مؤسسة تعليمية عامة وخاصة في جميع أنحاء العالم.
- 2008: حصلت مدرسة سعد الوطنية للبنات على الاعتماد من لجنة الاعتماد الدولي والعبر إقليمي (CITA).